# Claville
Claville es una localidad y comuna francesa situada en la región de Alta Normandía, departamento de Eure, en el distrito de Évreux y cantón de Évreux-Ouest.

## Demografía
| 455 | 438 | 577 | 665 | 862 | 1031 |
| Para los censos de 1962 a 1999 la población legal corresponde a la población sin duplicidades (Fuente: INSEE [Consultar]) |     |     |     |     |      |

## Administración

### Entidades intercomunales
Claville está integrada en la Communauté de communes du Pays de Conches. Además forma parte de diversos sindicatos intercomunales para la prestación de diversos servicios públicos:
- S.A.E.P d'Evreux ouest .
- Syndicat des CES du secteur scolaire d'Evreux (SICOSSE) .
- Syndicat de ramassage scolaire de Claville Caugé .
- Syndicat de l'électricité et du gaz de l'Eure (SIEGE) .

### Riesgos
La prefectura del departamento de Eure incluye la comuna en la previsión de riesgos mayores por:
- Presencia de cavidades subterráneas. Se conocen al menos doce cavidades, a las que hay que añadir al menos media docena más cuya localización es sólo aproximada, una de ellas próxima por el este al núcleo de población.
- Riesgos derivados del transporte de mercancías peligrosas por la carretera N13.

## Lugares y monumentos
- Iglesia de Saint-Martin, inscrita en el inventario de monumentos históricos.
- Place de l'Église y place de Banes, sitios clasificados.